# Municipio de Waterford (Míchigan)
El municipio de Waterford (en inglés: Waterford Township) es un municipio ubicado en el condado de Oakland en el estado estadounidense de Míchigan. En el año 2010 tenía una población de 71707 habitantes y una densidad poblacional de 786,7 personas por km².

## Geografía
El municipio de Waterford se encuentra ubicado en las coordenadas 42°39′43″N 83°23′17″O / 42.66194, -83.38806. Según la Oficina del Censo de los Estados Unidos, el municipio tiene una superficie total de 91.15 km², de la cual 79.4 km² corresponden a tierra firme y (12.89%) 11.75 km² es agua.

## Demografía
Según el censo de 2010, había 71707 personas residiendo en el municipio de Waterford. La densidad de población era de 786,7 hab./km². De los 71707 habitantes, el municipio de Waterford estaba compuesto por el 89.16% blancos, el 4.71% eran afroamericanos, el 0.43% eran amerindios, el 1.59% eran asiáticos, el 0.02% eran isleños del Pacífico, el 1.72% eran de otras razas y el 2.37% pertenecían a dos o más razas. Del total de la población el 6.36% eran hispanos o latinos de cualquier raza.

## Educación
El Distrito Escolar de Pontiac sirve una sección del municipio.
El municipio tiene la sede de Oakland Schools (OS), el distrito escolar intermedio (intermediate school district) del Condado de Oakland.